# Vlade Divac
Vlade Divac (en cyrillique serbe Владе Дивац), né le 3 février 1968 à Priboj (Yougoslavie), est un joueur serbe de basket-ball. Il joue au poste de pivot durant sa carrière et est considéré comme l'un des meilleurs européens de l'histoire de ce sport à ce poste.

## Biographie sportive

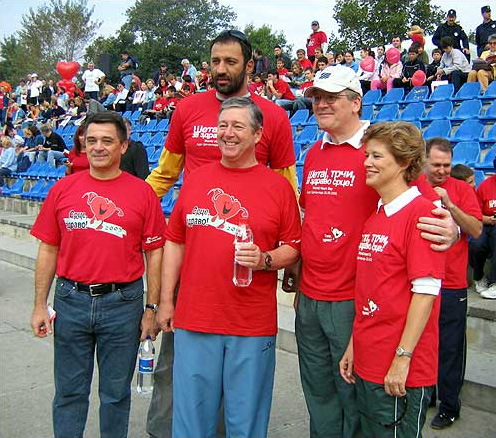
En 2005, pour un tournoi caritatif à Belgrade

Après trois années passées au Partizan Belgrade avec qui il remporte un titre de champion de Yougoslavie et une coupe nationale, mais surtout la Coupe Korać en 1989, il est drafté la même année par les Lakers de Los Angeles qui, en raison du départ de Kareem Abdul-Jabbar, doivent trouver un nouveau pivot.
Il réussit parfaitement son entrée en NBA, terminant sa première saison dans la première équipe des rookies. Dès l'année suivante, il devient un joueur majeur de la franchise, contribuant fortement à la bonne saison 1990-1991 de celle-ci. La saison se termine sur une défaite en finale NBA, contre les Bulls de Chicago de Michael Jordan, et ce, malgré un match 4 dans lequel il établit sa meilleure performance de la saison avec 27 points.
Souffrant d'une hernie discale, il manque la moitié de la saison suivante mais demeure le pivot indiscutable de la franchise californienne. En 1996, après l'arrivée de Shaquille O'Neal, les Lakers décident de l'échanger avec les Hornets de Charlotte contre un premier tour de draft qui leur permettra d'acquérir les droits sur Kobe Bryant.
Durant le lock-out de la NBA lors de la saison 1998-99, il rejoint son pays et joue quelques mois pour l'Étoile rouge de Belgrade.
Après deux années avec les Hornets, devenu agent libre ou free agent, il signe chez les Kings de Sacramento où il retrouve son compatriote Predrag Stojaković. Malgré une équipe très compétitive, avec également Chris Webber, il ne parvient pas au sommet de la NBA, le meilleur résultat étant une finale de conférence Ouest en 2002.
En 2004, redevenu free agent, il signe pour les Lakers. Mais il connaît des problèmes de dos et ne joue que quinze matchs.
En sélection nationale, il joue tout d'abord avec l'équipe de Yougoslavie avec laquelle il obtient la médaille d'argent aux Jeux olympiques 1988 à Séoul, battu en finale par l'URSS de Arvydas Sabonis. Dans cette équipe, composée des stars Dražen Petrović, Dino Radja et Toni Kukoč, il termine la compétition avec 11,7 points et 6,5 rebonds de moyenne.
Avec la Yougoslavie, il remportera également le titre mondial en 1990 en Argentine ainsi que les titres européens 1989 et 1991.
Puis, avec la Serbie Monténégro, il remporte un nouveau titre européen en 1995, et, l'année suivante, une médaille d'argent lors des Jeux olympiques de 1996 à Atlanta. Lors de sa dernière grande compétition en équipe nationale, il remporte le titre mondial aux États-Unis après avoir éliminé l'équipe américaine en 1/4 de finale avant de s'imposer contre l'Argentine de Ginóbili en finale.
À côté de ses activités de joueur, il devient président de son ancien club : le Partizan de Belgrade qui compte parmi ces vices-présidents, des anciennes gloires du passé telles que Žarko Paspalj ou Predrag Danilović.
Après avoir été le directeur sportif de la section basket-ball du Real Madrid, il est élu à une large majorité fin février 2009, à la présidence du Comité Olympique Serbe (il n'avait obtenu que 16 voix sur 68 lors de sa première candidature en 2001 pour devenir président du Comité Olympique Yougoslave).
Le 31 mars 2009, les Kings de Sacramento l'honorent en retirant son maillot numéro 21.
Le 27 décembre 2014, il réussit l'exploit de marquer un panier depuis le milieu du terrain à l'occasion du Big Shot Jackpot au MGM Grand à Las Vegas. Il empoche 90 000 dollars qu'il reversera à une œuvre de charité.
Il est intronisé au Hall of Fame de la NBA en 2019.
En 2012, Divac est nommé vice-président de Kings de Sacramento. Il devient ensuite general manager de l'équipe avant de démissionner en août 2020, après un nouvel échec des Kings à atteindre les playoffs.

## Clubs successifs

### Europe
- 1983-1985 : Sloga Kraljevo
- 1986-1989 : Partizan Belgrade
- 1998 : Étoile rouge de Belgrade

### NBA
- 1989-1996 :  Lakers de Los Angeles.
- 1996-1998 :  Hornets de Charlotte.
- 1999-2004 :  Kings de Sacramento.
- 2004-2005 :  Lakers de Los Angeles.

## Palmarès

### Équipe nationale
- Jeux olympiques d'été
  -  médaille d'argent aux Jeux olympiques 1988 à Séoul.
  -  médaille d'argent aux Jeux olympiques 1996 à Atlanta.
- championnat du monde. 
  -  médaille d'or au Championnat du monde 1990 en Argentine.
  -  médaille d'or au Championnat du monde 2002 aux États-Unis.
  -  médaille de bronze au Championnat du monde 1986 en Espagne.
- championnat d'Europe. 
  -  médaille d'or au Championnat d'Europe 1989 à Zagreb.
  -  médaille d'or au Championnat d'Europe 1991 à Rome.
  -  médaille d'or au Championnat d'Europe 1995 à Athènes.
  -  médaille de bronze au Championnat d'Europe 1987.
  -  médaille de bronze au Championnat d'Europe 1999.

### Club
- Coupe Korać en 1989.
- Championnat national en 1987.
- Coupe nationale en 1989.
- Mr. Europa en 1989.

### NBA
- Drafté en 1989 (26e choix).
- Finales NBA en 1991 contre les Bulls de Chicago avec les Lakers de Los Angeles.
- Sélectionné au NBA All-Star Game 2001.
- NBA All-Rookie First Team en 1990.
- Son maillot, le numéro 21 est retiré par les Kings de Sacramento le 31 mars 2009.

## Records sur une rencontre en NBA
Les records personnels de Vlade Divac en NBA sont les suivants :
| Record de la franchise |

| Type de statistique        | Saison régulière | Saison régulière        | Saison régulière | Playoffs | Playoffs               | Playoffs      |
| Type de statistique        | Record           | Adversaire              | Date             | Record   | Adversaire             | Date          |
| -------------------------- | ---------------- | ----------------------- | ---------------- | -------- | ---------------------- | ------------- |
| Points                     | 34               | Suns de Phoenix         | 2 janvier 2001   | 30       | Suns de Phoenix        | 4 mai 1993    |
| Paniers marqués            | 15               | Nuggets de Denver       | 8 avril 1994     | 12       | Bulls de Chicago       | 9 juin 1991   |
| Paniers tentés             | 26               | Nuggets de Denver       | 3 février 1995   | 22       | Suns de Phoenix        | 4 mai 1993    |
| Paniers à 3 points réussis | 2                | 8 fois                  | 8 fois           | 2        | Suns de Phoenix        | 4 mai 1993    |
| Paniers à 3 points tentés  | 4                | 3 fois                  | 3 fois           | 4        | 2 fois                 | 2 fois        |
| Lancers francs réussis     | 14               | Wizards de Washington   | 21 mars 2000     | 10       | 2 fois                 | 2 fois        |
| Lancers francs tentés      | 19               | Grizzlies de Vancouver  | 5 mai 1999       | 15       | SuperSonics de Seattle | 4 mai 1995    |
| Rebonds offensifs          | 13               | Clippers de Los Angeles | 16 novembre 1993 | 7        | 3 fois                 | 3 fois        |
| Rebonds défensifs          | 21               | Jazz de l'Utah          | 6 février 1994   | 15       | @ Bulls de Chicago     | 6 mai 1998    |
| Rebonds totaux             | 24               | 2 fois                  | 2 fois           | 19       | @ Bulls de Chicago     | 6 mai 1998    |
| Passes décisives           | 13               | Grizzlies de Vancouver  | 5 avril 1996     | 8        | 2 fois                 | 2 fois        |
| Interceptions              | 6                | 2 fois                  | 2 fois           | 3        | 10 fois                | 10 fois       |
| Contres                    | 12               | Nets du New Jersey      | 12 février 1997  | 5        | Rockets de Houston     | 25 avril 1991 |
| Balles perdues             | 8                | 3 fois                  | 3 fois           | 6        | 3 fois                 | 3 fois        |
| Minutes jouées             | 50               | 3 fois                  | 3 fois           | 48       | @ Jazz de l'Utah       | 16 mai 1999   |

## Pour approfondir